# Baetisca carolina
Baetisca carolina is een haft uit de familie Baetiscidae. De wetenschappelijke naam van de soort is voor het eerst geldig gepubliceerd in 1931 door Traver.
De soort komt voor in het Nearctisch gebied.